# Null island

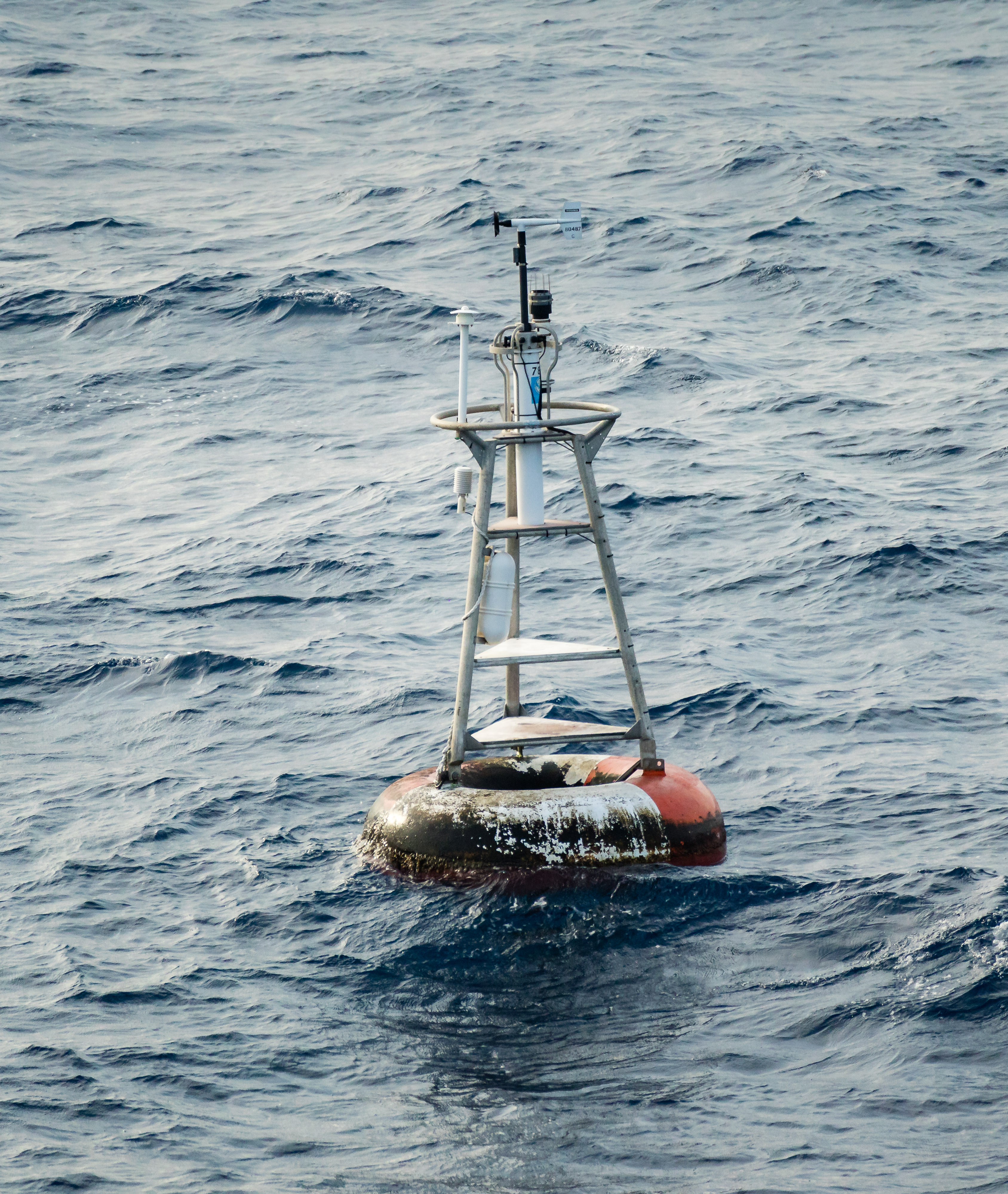
Null island, 2017

Null Island nebo také Nulový ostrov je název používaný k označení bodu na povrchu Země, kde se protínají nultý poledník a rovník, v nulové zeměpisné šířce a nulové zeměpisné délce  ( 0°N 0°E ). Použitím základny WGS84 se tento bod nachází v mezinárodních vodách v Guinejském zálivu, v Atlantském oceánu, u pobřeží západní Afriky.
Název „Null Island“ žertem odkazuje na předpokládanou existenci ostrova na tomto místě a na běžný kartografický zástupný název, kterému jsou v databázích placenames přiřazeny souřadnice chybně nastavené na 0,0, aby je bylo možné snáze najít a opravit.

## Bóje
Nachází se zde kotvící mořská pozorovací bóje pro sledování počasí. Tato bóje („Station 13010 - Soul“) je součástí systému PIRATA provozovaného společně Spojenými státy, Francií a Brazílií.